# イワシクジラ
イワシクジラ（鰯鯨、Balaenoptera borealis）は、クジラ目ナガスクジラ科に属するヒゲクジラである。

## 分類
2023年の時点では、北半球種（B. b. borealis）と南半球種（B. b. schlegelii）が認識されている。
明確な種の区分や判別が行われる以前は、日本国内ではニタリクジラやカツオクジラやミンククジラ等と混同される場合が目立った。学術的に日本近海にニタリクジラが分布する事が明確になったのは1950年代である。
チリやペルーの周辺で確認されている個体群は鳴き声に独自の特徴が確認されており、南半球の他の個体群との違いが報告されている。

## 分布
インド洋南部、北大西洋・南大西洋、北太平洋・南太平洋などに分布する。
概して沖合性が強く、付属海（縁海）にはあまり入らないが、オホーツク海や日本海や地中海などにも散発的な記録が存在し、たとえば歯舞群島の周辺では多数が捕獲されていた。
また、南アメリカ大陸やフォークランド諸島では浅い沿岸部にもよく見られ、マゼラン海峡やビーグル海峡のような細長い海峡を利用する場合もある。フォークランド諸島は2021年に世界初の本種のホットスポットに認定された。また、同諸島におけるミナミセミクジラの安定した回帰も、この地におけるイワシクジラの調査中に確認されている。同様に、商業捕鯨の終了に伴い2020年代にも大陸側のアルゼンチンの沿岸部にも約100年ぶりに本種の安定した回帰が確認されており、例えばサンホルヘ湾には陸近くの浅い海域にて採餌場が形成され始めている。
チリのアイセン・デル・ヘネラル・カルロス・イバニェス・デル・カンポ州のペナス湾（英語版）にて、2015年に多数の本種の死骸が発見され、史上最悪の大型鯨類の大量死として記録されている。ここは滅多に人間が近寄らない僻地に存在しているため、この大量死も発生後すぐには気づかれなかったが、同時に、絶滅寸前のミナミセミクジラの個体群が重点的にペナス湾を利用していることも判明し、人間の少なさ故に大型鯨類の生息地として適していると考えられている。

## 形態

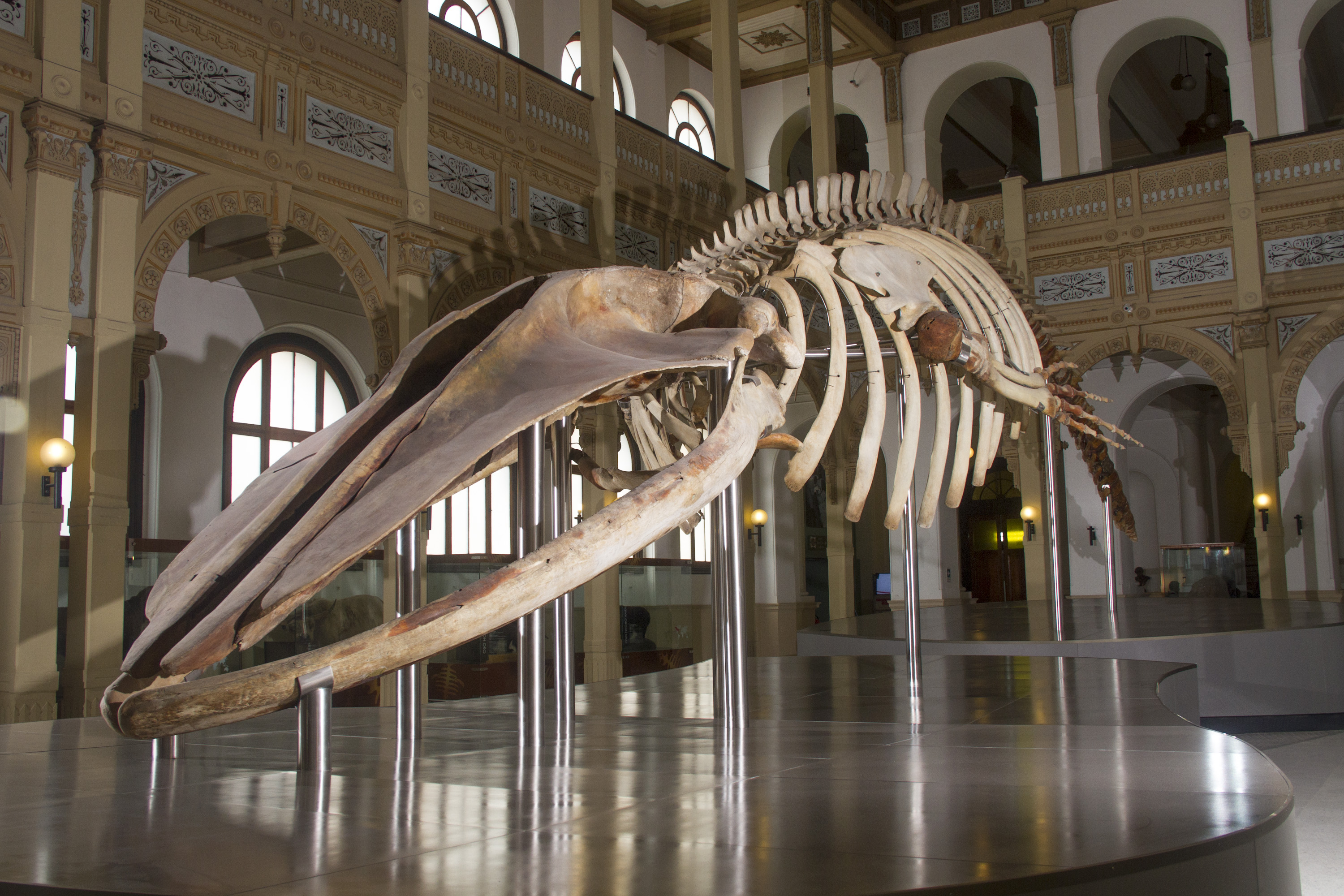
骨格標本

ナガスクジラ科ではシロナガスクジラ・ピグミーシロナガスクジラ・ナガスクジラに次いで体長が長いが、体重はザトウクジラよりも軽い傾向にある。通常は体長12-16メートル前後になるが、最大で体長19.6メートル、体重40.45トンに達し、体長20.1メートルという記録も存在する。なお、捕獲記録にはナガスクジラやニタリクジラなどとの混同が発生しており、1911年にセント・キルダ沖で捕獲されたとされる体長22メートルという記録の正確性は疑問視されている。出産直後の幼獣は全長400 - 450センチメートル前後である。
他のヒゲクジラ類と同様に、オスよりもメスの方が若干だが大型になり、他のナガスクジラ科と同様に南半球の個体の方が大きくなる傾向がある。
体形は細長い。上顎吻端から鼻孔にかけて1本の筋状の盛りあがり（キール）がある。喉から腹部にかけて32 - 60本の畝が入り、畝はへそに達しない。下顎から腹部中央部の畝は白いが、谷は黒い。背面の色彩は暗青色、腹面の色彩は淡青色。
上顎口蓋には左右にそれぞれ最長80センチメートルに達する320 - 400枚のクジラヒゲがある。ひげには白く細い毛が密生する。ひげの色彩は黒いが、吻端部には白いものもある。背鰭は他のナガスクジラ科のクジラよりも前方にあり、三日月型で直立する。陰茎の色彩は黒い。

## 生態
亜熱帯から亜寒帯の海洋に生息する。

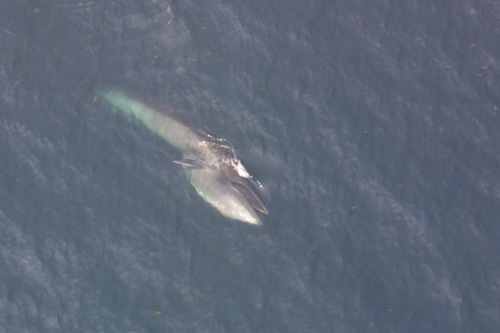
採餌の光景

食性は動物食で、甲殻類、魚類などを食べる。群れている獲物を口を大きく開けて海水ごと取りこみ髭で獲物だけを濾しとって食べるか、水面で口を開けながら泳ぎ獲物を濾し取りつつある程度の量が溜まってから一気に飲みこむ。スキム・フィーディング（漉き取り摂餌）と呼ばれる採餌形態（濾過摂食）を取り、これはナガスクジラ科では珍しい事例である。採餌方法の関係上、セミクジラ属と共通点が多く、採餌の場を共にする事もあるが、競合的な行動は見られない。ブリテン諸島では、タイセイヨウセミクジラが絶滅または機能的絶滅（英語版）に陥る以前の時代には、イワシクジラとタイセイヨウセミクジラが行動を共にする光景が確認されていたとされる。
繁殖形態は胎生。冬季に交尾し、妊娠期間は約11か月。2-3年に1回、1頭の幼獣を産む。授乳期間は約6か月。生後2-3年で性成熟（以前は約11年で性成熟していたとされる）する。寿命は最長で74年。
沖合性が強い事も相まって、ホエールウォッチングの積極的な対象になる事はアゾレス諸島等のいくつかの海域を除くと少なく、ブリーチング（英語版）などの活発な行動を見せる事も非常に稀である。しかし、鯨がリラックスしている限りでは船やヨットに積極的に接近・遊泳する事もある。
発声に関しては、本種を含むザトウクジラ以外のナガスクジラ科は100ヘルツ以下の音域で鳴くが、これはその他のヒゲクジラ類の1500ヘルツ以上という音域と明確に異なる。本種側（「flight species」）はその他（「fight species」）と対照的に、シャチに襲撃された際に戦って抵抗するのではなく逃走する傾向が強く、両グループの発声音域の差異もシャチへの対策の違いとして生まれた可能性がある。また、少なくともイワシクジラ、ザトウクジラ、ミンククジラは無呼吸下での発声が可能とされている。

## 推定生息数
2006年時点でのイワシクジラの生息数は調査から約54,000頭と推測され、これは商業捕鯨以前の時代と比べ、およそ5分の1しかいないことが分かる。また、1991年の北大西洋での調査では約4000頭であろうと報告された。しかし、この時の調査方式はCPEU（catch per unit effort）と呼ばれる特定の種を捜索し、発見するまでの時間と労力から頭数を導き出す方法であったことで問題視されている。この計測方法は真に科学的でないと度々批判される手法であった。
デンマーク海峡での調査では、1987年に1,290頭、1989年には1,590頭が確認された。カナダのノバスコシア州では1393頭から2248頭、最低でも870頭は存在すると推測された。
1977年の時点では太平洋における生息数が9,110頭であろうと推測されたが、この時の調査法はCPEUであり、この推測数は日本のために行われた時代遅れの方法であるなどと批判され、物議をかもすことになる。また同様に、2002年の西北太平洋では28000頭以上と推測された。もっとも、カリフォルニア海で確認されたのは1頭のみであり、目撃例でも1991年から1993年の間の5件しか存在しない。また、ワシントン州やオレゴン州では、たったの一頭も確認されていない。
商業捕鯨がおこなわれる以前は、北太平洋には42,000頭が生息していたが、商業捕鯨が禁止された1974年には推定生息数で12,620頭から7,260頭にまで減少していた。また、南半球では、9,800頭から12,000頭であろうとCPUE調査法と捕鯨の記録から推測され、国際捕鯨委員会は1978年から1988年の間の調査データから9,718頭という推定数を発表した。
なお、商業捕鯨以前には、南半球には65,000頭が生息していたであろうと推測されていた。

## 人間との関係
他の鯨類と共通するが、近年において本種が人類から受ける主だった脅威は商業捕鯨、密猟、混獲やそれを利用した意図的な捕獲、船舶との衝突、環境汚染などであり、保護対象であるはずの南半球のイワシクジラの肉がシロナガスクジラなどの他の保護対象種と共に日本の市場から発見されたこともある。
本種は泳ぎが早く、上記の通り南アメリカやフォークランド諸島など一部の地域以外では概して沖合性が強く、個体数が大きく減少したり回遊経路も不明な点が多いなどの特徴を持つ。ホエールウォッチングの最中に本種を偶発的に観察されることがあっても、主要な観察対象とする地域は少ない。なお、比較的にツアー中の観察頻度が高い地域はアゾレス諸島やガラパゴス諸島やチリの沿岸部などが該当する。
本種は「ボン条約」の保護対象種に指定されているが、後述の通り、日本は2024年現在も捕獲対象としている。
なお、日本列島でも鯨類と人間の関係には捕鯨だけでなく、クジラを神聖視して捕鯨を禁止する風潮も強かったとされている。

### 捕鯨

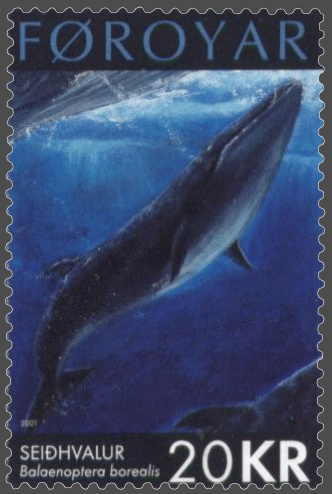
イワシクジラが描かれたフェロー諸島の切手

他の大型鯨類と同様に、「捕鯨オリンピック」をふくむ20世紀までの世界中における乱獲と（とくに日本とソビエト連邦による）大規模な規約違反と密猟により、本種の保全も阻害されたとされている。
19世紀の爆発性銛や蒸気力ボートの開発により、商業捕鯨の数は激増することとなる。それまでは、イワシクジラは素早く逃げることが巧みであり、また他の大型鯨と比較し少量の鯨油しか取れなかったためそこまで捕鯨の対象とならなかったことによる。他の鯨の頭数が欠乏しつつあったことにより1950年から1970年代にかけて、イワシクジラが捕鯨対象の主流とされることになる。
北大西洋では1885年から1984年にかけ、14295頭が捕獲される。これらの大部分はノルウェーやスコットランド沖で行われ、主に19世紀後半から20世紀初めにかけ行われた。20世紀初め、ノルウェーでは陸上の哺乳類を捕獲することが困難であったため、鯨肉は一般的な食糧であり、また貴重な蛋白源であった。
北太平洋では、報告された限りでは1910年から1975年の間、特に1947年以降を中心に7万2215頭のイワシクジラが商業捕鯨用に漁獲された。日本や韓国沖では、1911年から1955年にかけて毎年300から600頭が捕獲された。1959年には日本の漁獲量が最大となり、1340頭が捕獲される。北太平洋では1960年代前半から、捕鯨者による過剰搾取が始まり、1963年から1974年間の平均捕獲数は3643頭にもなった。（合計4万3719頭、最小1280頭、最大6053頭）イワシクジラの大量捕獲の約十年後の1971年、日本近海でイワシクジラの数は欠乏し、1975年には西北太平洋での商業捕鯨が禁止され終了することとなる。更に1971年、東北太平洋でのイワシクジラの商業捕鯨も終了する。
南半球では1910年から1979年の間に15万2233頭が捕鯨される。 南半球において、本来はザトウクジラなどが対象であったが1913年以降、ザトウクジラの生態数が減少し、ナガスクジラやシロナガスクジラが捕鯨されるようになり、これらの種族も欠乏し始めたことにより、1950年から1960年代前半、イワシクジラが急激に捕鯨対象となる。1964年にこの捕獲はピークを迎え、年間2万頭ものイワシクジラが捕鯨された。しかしこの捕鯨数は1976年には2000頭まで減少することとなり、1977年にはイワシクジラの商業捕鯨が完全に終了する。
なお、前述の通り日本においては1950年代までイワシクジラはニタリクジラと混同されていたため、捕鯨頭数もその時期まではニタリクジラもイワシクジラとして一括して集計されていた。
2019年7月の日本の商業捕鯨再開に際し、イワシクジラは捕獲対象となり、水産庁は年間捕獲枠を25頭と設定している。しかし、日本による操業によって5つの個体群が悪影響を受ける可能性が指摘されており、その中には絶滅危惧の個体群も含まれている。

### 保護運動
1970年に北大西洋での捕獲割り当て量がIWCによって決められるまで、イワシクジラは国際的に重要に保護はされておらず、割り当てが決められるまで捕鯨数は殆ど制限されていなかった。1976年、イワシクジラは北太平洋での商業捕鯨から全面的に保護されることとなり、また1977年、北大西洋でも割当量が導入される。また、1979年以降、南半球でも捕鯨が禁止される。1981年には、いくつかの鯨の種族が世界規模で絶滅の危機に陥っているという多くの証拠が報告されるようになり、IWCは商業捕鯨の一時的禁止を提案する。これにより合法的なイワシクジラの商業捕鯨が全面的に禁止される。
2000年には、IUCNレッドリストに、絶滅危惧種と分類される。北半球の生息数は引用補遺2に載っており、「必ずしも絶滅危惧というほどではないが、制限しなければいずれそうなるだろう。」と掲載され、南半球の生息数は、引用補遺1に「商業捕鯨を中止しない限り、絶滅危惧にある」と掲載された。
一方で、個体数や分布の回復も（主に日本による）商業捕鯨によって阻害される可能性も指摘されている。

### 捕鯨維持的見地
商業捕鯨の一時停止以降も、IWCの科学調査を目的とするアイスランドや日本の捕鯨船によりいくらかのイワシクジラは捕獲され続けた。1986年から1989年にかけアイスランドは4年間科学調査を実行し、年に40頭が捕鯨される。 また日本の捕鯨船も年間約50頭を捕鯨した。この調査捕鯨は東京のICR（Institute of Cetacean Research）によって同意された。この調査の主な目的はイワシクジラが何を食べるか、また人とクジラの競争度合を解明することであった。ICRの総裁大隅清治博士は「調査によると、クジラ達は人々の3倍から5倍の海洋資源を捕食する。これらにより、私達の調査は海洋資源管理の向上に関し、重要な情報を解明するものである」と公言し、また「イワシクジラは西太平洋では28000頭以上が生息しており、二番目に生息数が豊富なクジラである。これは明らかに絶滅危惧種ではない。」と付け加えた。
しかし、「鯨食害論」の理論的正当性については国内外から様々な批判を受けており、2009年6月の国際捕鯨委員会の年次会合にて、当時の日本政府代表代理（森下丈二水産庁参事官）が鯨類による漁業被害（害獣論）を撤回している。また、捕鯨を中心とした人間の活動によって大型鯨類の個体数が激減したことが海洋生態系の生産力に悪影響を与えた可能性も指摘されている。捕鯨問題#益獣論も参照。